# Signatuurleer
De signatuurleer is een niet-wetenschappelijke theorie die inhoudt dat uiterlijke kenmerken van (met name) planten die overeenkomsten vertonen met delen van het menselijk lichaam, aanwijzingen geven over de delen van het menselijk lichaam waarvoor deze gebruikt kunnen worden. Deze doctrine stelt dat de overeenkomst met opzet is aangebracht door de Schepper dan wel de natuur. De moderne wetenschap stelt dat het hier gaat om een bijgeloof, en dat eventuele gevallen waarin het klopt op louter toeval berusten: dat wil zeggen dat tegenover elk geval waarin de signatuurleer opgaat, een veelvoud van gevallen is aan te geven waarin ze niet opgaat.

## Historie

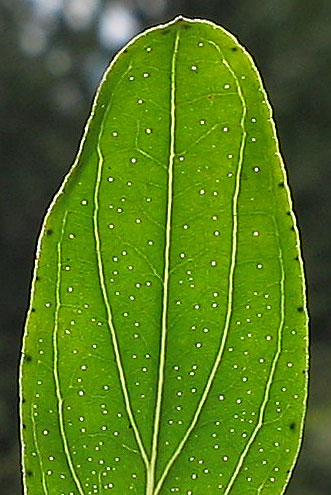
De olieklieren in de blaadjes van het Sint-Janskruid doen denken aan huidporiën, wat een signatuur zou zijn voor een gunstige werking op huidkwalen.

De signatuurleer stamt uit de geneeskunst in de oudheid en werd al toegepast in China. Nu nog wordt daar de fallus-vormige hoorn van de neushoorn gezien als libido- of potentieverhogende middel, hoewel het effect ervan niet is aangetoond. Een ander voorbeeld is het gebruik van de ginsengwortel (Panax ginseng), die gelijkenis vertoont met een mens, als algeheel tonicum.
In stukken van Galenus (131-200) zijn aanwijzingen te vinden voor signatuurleer.
Hoewel de Zwitserse arts Paracelsus von Hohenheim (1493-1541) vaak wordt genoemd als een van de grondleggers van deze leer, was hij juist een zoeker naar de kern, de essentie van geneesmiddelen, waarbij een uiterlijke overeenkomst niet voldoende was. Een letterlijke vertaling van plantenvormen of kleuren naar medicinale toepassingen is dan ook niet bij Paracelsus terug te vinden.
De arts en alchemist Giambattista della Porta, die leefde van 1535 tot 1615, beschrijft in zijn boek Phytognomonica aan de hand van signaturen een systeem van overeenkomsten tussen planten, dieren en sterrenbeelden.
Signatuurleer is terug te vinden in de werken van de 17e-eeuwse botanici en kruidenkenners William Coles (1626-1662) en Nicholas Culpeper (1616-1654).
Coles wees onder meer op de walnoot die heel goed zou zijn voor het hoofd omdat de vorm op die van de hersenen lijkt. De kliertjes in de blaadjes van Sint-Janskruid zag hij als kleine gaatjes die volgens hem verwezen naar de poriën in de huid wat volgens hem zou wijzen op een gunstige werking bij allerlei verwondingen en problemen met de huid.
Tot in de 19e eeuw speelde de signatuurleer een rol in de gangbare medische teksten. Rond die tijd werd de wetenschappelijke methode leidend in de biologie en geneeskunde. Hedendaagse alternatieve geneeswijzen waarin de invloed van de signatuurleer nog terug te vinden is, zijn de fytotherapie, antroposofische geneeswijze, homeopathie en de Bach-bloesemtherapie. Signatuurleer wordt in Nederland enkel nog onderwezen in opleidingen in de natuurgeneeskunde en kruiden.

## Signaturen
Diverse uiterlijke kenmerken worden genoemd. Zo wijzen ronde stengels op vrouwelijke eigenschappen, dus een verzachtende en harmoniserende werking, terwijl hoekige en vierkante stengels mannelijk zouden zijn, en dus goed voor weerstand en stevigheid. Een holle stengel komt in deze visie overeen met de slokdarm en de luchtpijp.
Nog een aantal signaturen:
Bloemkleur
- Geel: voor lever en spijsvertering
- Rood: voor bloed en hart
- Blauw: geeft verkoeling en werkt op de luchtwegen
- Paars: werkt stimulerend én kalmerend op het zenuwstelsel
- Groen: kalmerend op inwendige organen
- Wit: verzachtend en harmoniserend

Bloeiwijze
- naar boven gericht: stimulerend voor de levenskracht
- naar beneden gericht: harmoniserend op de bovenpool
- horizontaal gericht: werken op de bloed en zuurstofcirculatie

Blad
- Kleine, fijngevormde blaadjes: werken ontkrampend
- Grote bladeren: werken samentrekkend
- Bladvorm: niervormig voor de nier; hartvormig voor het hart enz.
- Beharing: werkzaam op huid, haren en slijmvliezen

Doornen
- weerstand verhogend, prikkelend en koortsopwekkend

Stengel
- Behaarde stengel: het kruid is werkzaam op huid, haren en slijmvliezen.
- Ronde stengel: de werking is verzachtend en harmoniserend.
- Hoekige en vierkante stengel: het kruid geeft weerstand en stevigheid.
- Holle stengel: komt overeen met de slokdarm en de luchtpijp.

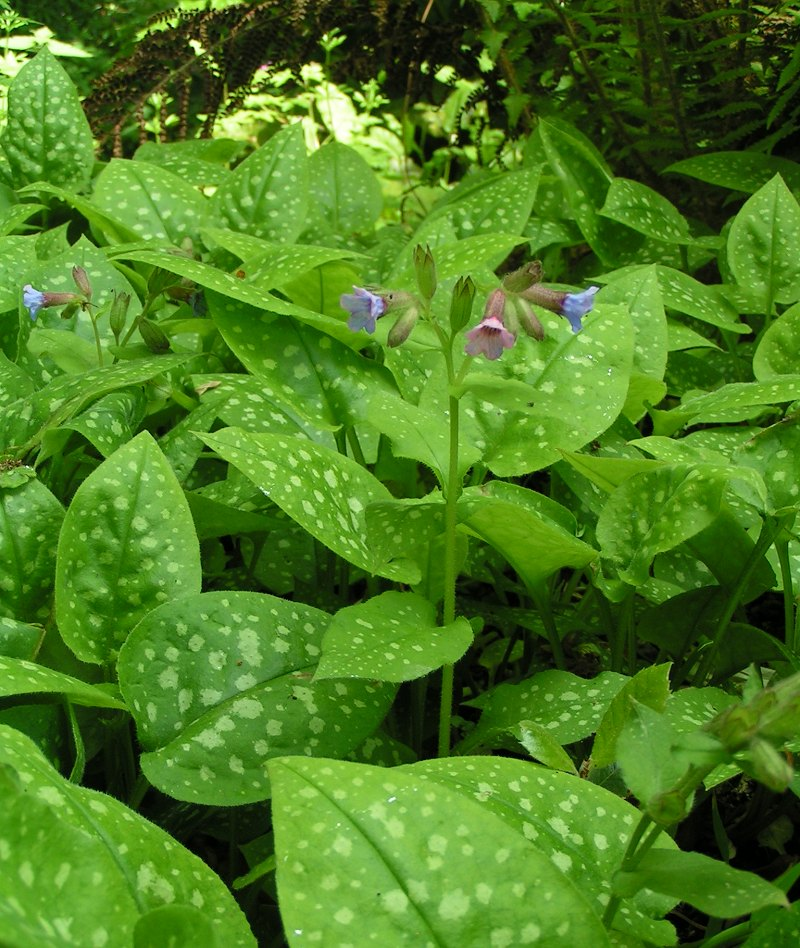
Het 'longvormig' blad van Longkruid, met de witte vlekken die doen denken aan opgehoest slijm, en de roze en blauwe bloempjes die kunnen verwijzen naar zuurstofrijk en zuurstofarm bloed, heeft mensen ervan overtuigd dat deze plant gunstig is voor problemen met de longen.

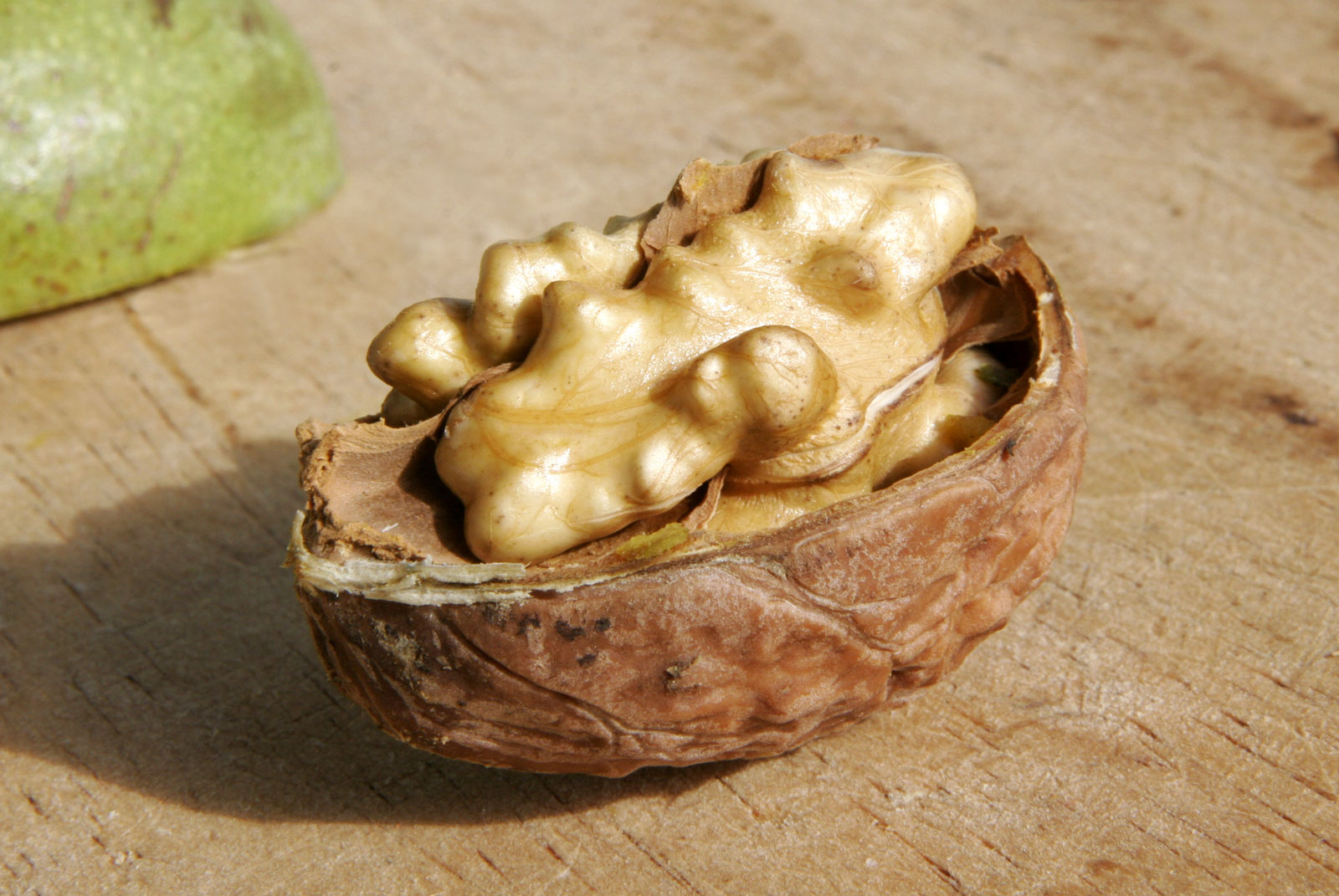
De hersenvorm van het zaad van de walnoot, en de veilige verpakking ervan in een harde omhulling, net als bij de hersenen, geven volgens de signatuurleer aan dat de walnoot heilzaam is voor de hersenen.

## Plantennamen
Van veel planten verwijst de naam naar hun toepassing. Als er sprake is van een uiterlijke gelijkenis met een orgaan kan de naam wijzen op toepassing van de signatuurleer. Het enige voorbeeld in het Nederlandse taalgebied is longkruid (afgebeeld).

## Interactie met Christendom
De Europese Christelijke metafysica legde een verband met de theologie: de Schepper is verantwoordelijk voor de vorm van alle levende wezens en laat daarin zien wat hun kwaliteiten zijn. Voor de late middeleeuwer was de wereld vol van dergelijke Godsbewijzen. De wet van Correspondentie
van het Hermetisme "As above, so below; as below so above" wordt uitgedrukt als de relatie tussen de macrokosmos en de microkosmos.
De filosoof Michel Foucault gaf aan dat deze doctrine breder werd toegepast, zoals bij de exegese van de Bijbel en andere teksten, in de symboliek en de kennis van het zichtbare en het onzichtbare. In die tijd werd het als heel werkelijk en samenhangend beschouwd.

## Betrouwbaarheid van de signatuurleer
Ter verdediging van de signatuurleer worden diverse gevallen genoemd waarbij een verband aangewezen kan worden tussen de vorm van een plant en de werking ervan. Zo bevat de door Coles genoemde walnoot, waarvan de vorm doet denken aan hersenen in een hersenpan, werkelijk vetzuren die belangrijk zijn voor het functioneren van de hersenen.
Critici wijzen erop dat dit soort verbanden louter toeval zijn, en dat er net zo goed voorbeelden zijn waarbij een schijnbare overeenkomst geen aanwijzing is voor een medicinale werking. Zo is geen van de aan vrouwenmantel toegeschreven medische werkingen bij vrouwenkwalen wetenschappelijk aantoonbaar, en ook het longkruid is volgens onderzoek niet werkzaam tegen longkwalen. De vetzuren die maken dat de walnoot goed is voor de hersenen kunnen ook gevonden worden in andere noten, die helemaal geen gelijkenis met hersenen vertonen.
Geneeswijzen zoals de door Nicolas Lemery in een uit 1697 daterend boek aangeraden toepassing van een gedroogde en tot poeder vermalen schedel van een door geweld om het leven gekomen mens, tegen hersenziekten zijn niet op empirisch onderzoek gebaseerd, maar op analogie-denken.
Voor wetenschappers geldt de signatuurleer nu dan ook als een pseudowetenschap.

## Signatuurleer in populaire cultuur
In de Schijfwereld van auteur Terry Pratchett heeft de Schepper aanwijzingen achtergelaten voor de medische toepassingen van kruiden. Zo staat er op de Valse Gentiaan, maar alleen als je hem bekijkt bij opgeslagen maanlicht door een blauw vergrootglas, de boodschap "GoOD f4r Colds May cors drowsniss Do nOt oprate heavE mashinry". De vraag die daarbij onmiddellijk rijst is of de Schepper bij planten die door mensen in een ander taalgebied worden gebruikt, voor een adequate vertaling heeft gezorgd.